# Tian Hu
Tian Hu (chinesisch 天湖 ‚Himmelsee‘) ist ein kleiner, runder See an der Ingrid-Christensen-Küste des ostantarktischen Prinzessin-Elisabeth-Lands. Er liegt östlich des Daba Shan auf der Lied Promontory, dem östlichen Zweig der Halbinsel Broknes in den Larsemann Hills.
Chinesische Wissenschaftler benannten ihn 1991 im Zuge von Vermessungs- und Kartierungsarbeiten.